# تون تون مين
تون تون مين (بالبورمية: ထွန်းထွန်း မင်း؛ من مواليد 4 أكتوبر 1992) هو مقاتل بورمي ليثوي (الملاكمة البورمية) وبطل عالمي سابق في الوزن المفتوح لليثوي وهو من أصل موني. إنهُ أصغر مقاتل يفوز بحزام الليثوي الذهبي على الإطلاق، وحصل على اللقب في سن 21، وهو معروف بقتال منافسين أجانب من خارج ميانمار.